# Eddie Floyd
Edward Lee Floyd, detto Eddie (Montgomery, 25 giugno 1937), è un cantante, paroliere e compositore statunitense di musiche del genere blues/soul.
È famoso soprattutto per il periodo in cui collaborava con l'etichetta Stax. Il suo più grande successo è la canzone Knock On Wood.

## Biografia
Floyd è nato a Montgomery, in Alabama, e crebbe a Detroit. Fondò un gruppo, The Falcons, di cui faceva parte anche Mack Rice. Furono tra i primi gruppi vocali di Detroit, seguiti dai Temptations e dai Four Tops. Tra i loro maggiori successi vi furono "You're So Fine" e, con già Wilson Pickett nuovo componente del gruppo come cantante principale, "I Found a Love". Pickett scelse poi la carriera solista e i Falcons si sciolsero.
Floyd firmò un contratto con l'etichetta di Memphis Stax Records come compositore nel 1965. Scrisse "Comfort Me", cantata da Carla Thomas, che ebbe successo. Collaborò con il chitarrista della Stax Steve Cropper nella composizione di canzoni per Wilson Pickett, a quel tempo sotto contratto con l'Atlantic Records, che distribuiva anche la Stax. Jerry Wexler dell'Atlantic portò Pickett da New York a Memphis per farlo lavorare con Booker T. & the M.G.'s. Le sessioni di registrazione di Pickett andarono bene, producendo un certo numero di successi nelle classifiche pop e R&B, tra cui i pezzi scritti anche da Floyd "Ninety-Nine and a Half (Won't Do)" e "634-5789 (Soulsville, U.S.A.)".
Nel 1966 Floyd incise una canzone inizialmente scritta per Otis Redding. Wexler convinse il presidente della Stax Jim Stewart a pubblicare la versione di Floyd. Scritta insieme a Steve Cropper, "Knock on Wood" lanciò la carriera da solista di Floyd, e fu nel corso degli anni ripresa da oltre cento artisti, da David Bowie a Count Basie. Anche Redding avrebbe inciso una sua versione R&B nel 1967 in duetto con Carla Thomas. Divenne un successo disco per Amii Stewart nel 1979.
Floyd fu uno degli artisti della Stax più regolari e versatili. Incise diversi altri successi per contro proprio, tra cui "I've Never Found a Girl (To Love Me Like You Do)" e "Raise Your Hand", che fu ripresa sia da Janis Joplin sia da Bruce Springsteen.
La canzone "Big Bird" (con Booker T. Jones all'organo e alla chitarra, Al Jackson alla batteria e Donald "Duck" Dunn al basso) fu scritta quando Floyd era all'aeroporto di Londra in attesa di un volo per gli Stati Uniti per partecipare ai funerali di Otis Redding, morto in un incidente aereo.
Floyd fu molto importante come compositore per la Stax. Quasi tutti gli artisti dell'etichetta incisero canzoni scritte da Floyd, spesso in collaborazione con Cropper o Jones; tra questi vi sono Sam & Dave ("You Don't Know What You Mean to Me"), Rufus Thomas ("The Breakdown"), Otis Redding ("I Love You More Than Words Can Say") e Johnnie Taylor ("Just the One (I've Been Looking For)").
Con gli altri ex artisti della Stax Cropper e Dunn si unì alla The Blues Brothers Band in una serie di tour mondiali e, nel 1998, Floyd e Wilson Pickett interpretarono in duetto "634-5789" nel film Blues Brothers - Il mito continua.
Nel 2008 Floyd tornò alla Stax Records, di proprietà del Concord Music Group dal 2004. Il suo primo album dopo sei anni, Eddie Loves You So, fu pubblicato nel luglio 2008.
Nel 2016 è stato introdotto nella National Rhythm & Blues Hall of Fame e nel 2018 nella Memphis Music Hall of Fame

## Discografia
Album
- 1967 – Knock on Wood (Stax Records, 714)
- 1968 – I've Never Found a Girl (Stax Records, STS 2002)
- 1969 – Rare Stamps (Stax Records, STS 2011) Raccolta
- 1969 – You've Got to Have Eddie (Stax Records, STS 2017)
- 1970 – California Girl (Stax Records, STS 2029)
- 1971 – Down to Earth (Stax Records, STS 2041)
- 1973 – Baby Lay Your Head Down (Gently on My Bed) (Stax Records, STS 3016)
- 1974 – Soul Street (Stax Records, STS 5512)
- 1977 – Experience (Malaco Records, MLP 6352)
- 1985 – Try Me! (Easy Street Records, ESA 9001)
- 1988 – Flashback (Wilbe Recording Corporation, WIL 3005)
- 1988 – Gotta Make a Comeback (P-Vine Records, PCD-901) Pubblicato in Giappone
- 1994 – Back to the Roots (River Records, RIV 2017) Pubblicato nei Paesi Bassi
- 2002 – To the Bone (Rock House Records)
- 2008 – Eddie Loves You So (Stax Records, 0888072307957)
- 2012 – At Christmas Time (Stax Records)
- 2013 – Down by the Sea (Stax Records)

Singoli
- 1963 – Will I Be the One / Set My Soul on Fire (Lu Pine Productions, L-115)
- 1964 – I'll Be Home / A Deed to Your Heart (Lu Pine Productions, L-122)
- 1964 – Never Get Enough of Your Love / Baby Bye (Safice Records, S-334)
- 1964 – I'll Be Home for Christmas / Can This Be Christmas (Safice Records, S-336)
- 1965 – Make Up Your Mind / No, No, No (Safice Records, S-338)
- 1965 – Hush Hush / Drive On (Atlantic Records, 45-2275)
- 1966 – Things Get Better / Good Love, Bad Love (Stax Records, S-187)
- 1966 – Knock on Wood / Got to Make a Comeback (Stax Records, S-194)
- 1967 –  Raise Your Hand / I've Just Been Feeling Bad (Stax Records, S-208)
- 1967 – Don't Rock the Boat / This House (Stax Records, S-219)
- 1967 – Love Is a Doggone Good Thing / Hey Now (Stax Records, S-223)
- 1967 – On a Saturday Night / Under My Nose (Stax Records, S-233)
- 1968 – Big Bird / Holding on with Both Hands (Stax Records, S-246)
- 1968 – I've Never Found a Girl (To Love Me Like You Do) / I'm Just the Kind of Fool (Stax Records, STA-0002)
- 1968 – Bring It on Home to Me / Sweet Things You Do (Stax Records, STA-0012)
- 1969 – I've Got to Have Your Love / Girl I Love You (Stax Records, STA-0025)
- 1969 – Don't Tell Your Mama (Where You've Been) / Consider Me (Stax Records, STA-0036)
- 1969 – Never, Never Let You Go / Ain't That Good (Stax Records, STA-0041) a nome "Eddie Floyd, Mavis Staples"
- 1969 – Soul-A-Lujah / Soul-A-Lujah (Strumentale) (Stax Records, STA-0040) a nome "Johnnie Taylor, Eddie Floyd, William Bell, Pervis Staples, Carla Thomas, Mavis Staples, Cleotha Staples"
- 1969 – Why Is the Wine Sweeter / People, Get It Together (Stax Records, STA-0051)
- 1970 – California Girl / Woodman (Stax Records, STA-0060)
- 1970 – My Girl / Laurie (Stax Records, 0072)
- 1970 – The Best Years of My Life / My Little Girl (Stax Records, STA-0077)
- 1971 – Oh, How It Rained / When My Baby Said Goodbye (Stax Records, STA-0087)
- 1971 – Blood Is Thicker Than Water / Have You Heard the Word (We Should Be in Love) (Stax Records, STA-0095)
- 1972 – Yum Yum Yum (I Want Some) / Tears of Joy (Stax Records, STA-0109)
- 1972 – You're Good Enough to Be My Baby / Spend All You Have on Love (Stax Records, STA-0134)
- 1972 – Lay Your Loving on Me / Knock on Wood (Stax Records, STA-0158)
- 1973 – Baby, Lay Your Head Down, (Gently on My Bed) / Check Me Out (Stax Records, STA-0171)
- 1973 – I Wanna Do Things for You / We've Been Through Too Much Together (Stax Records, STA-0188)
- 1974 – Guess Who / Something to Write Home About (Stax Records, STA-0209)
- 1974 – Soul Street / The Highway Man (Stax Records, STA-0216)
- 1974 – I Got a Reason to Smile (Cause I Got You) / Stealing Love (Stax Records, STN-0232)
- 1975 – Talk to the Man / I Got a Reason to Smile (Cause I Got You) (Stax Records, STN-0239)
- 1975 – I'm So Glad I Met You / I'm So Grateful (Stax Records, STN-0251)
- 1976 – Somebody Touch Me / Never Too Old (Malaco Records, M 1032)
- 1976 – In Paradise / Chi Town Hustler (Malaco Records, Malaco 1035)
- 1976 – Mother, My Dear Mother / Special Christmas Day (Malaco Records, M-1039)
- 1977 – We Should Really Be in Love / I'll Never Be Loved (Malaco Records, 1040) a nome "Dorothy Moore & Eddie Floyd"
- 1977 – You're Gonna Walk Out on Me / Prove It to Me (Malaco Records, 1043)
- 1977 – If You Really Love Me / It's Me (Mercury Records, 73964)
- 1978 – Disco Summer / Do It in the Water (Mercury Records, 74003)